# African Owl
L'African Owl est une race de pigeon domestique originaire de Tunisie. Il appartient au groupe des pigeons cravatés.

## Étymologie
Son nom officiel en français reprend son nom anglais, African Owl. Il signifie littéralement « Hibou africain ». Chez les anglophones, de nombreuses races de pigeons cravatés sont nommées Owl (« Hibou ») en raison de la taille et de la forme de leur bec qui rappellent celui des rapaces nocturnes.

## Description

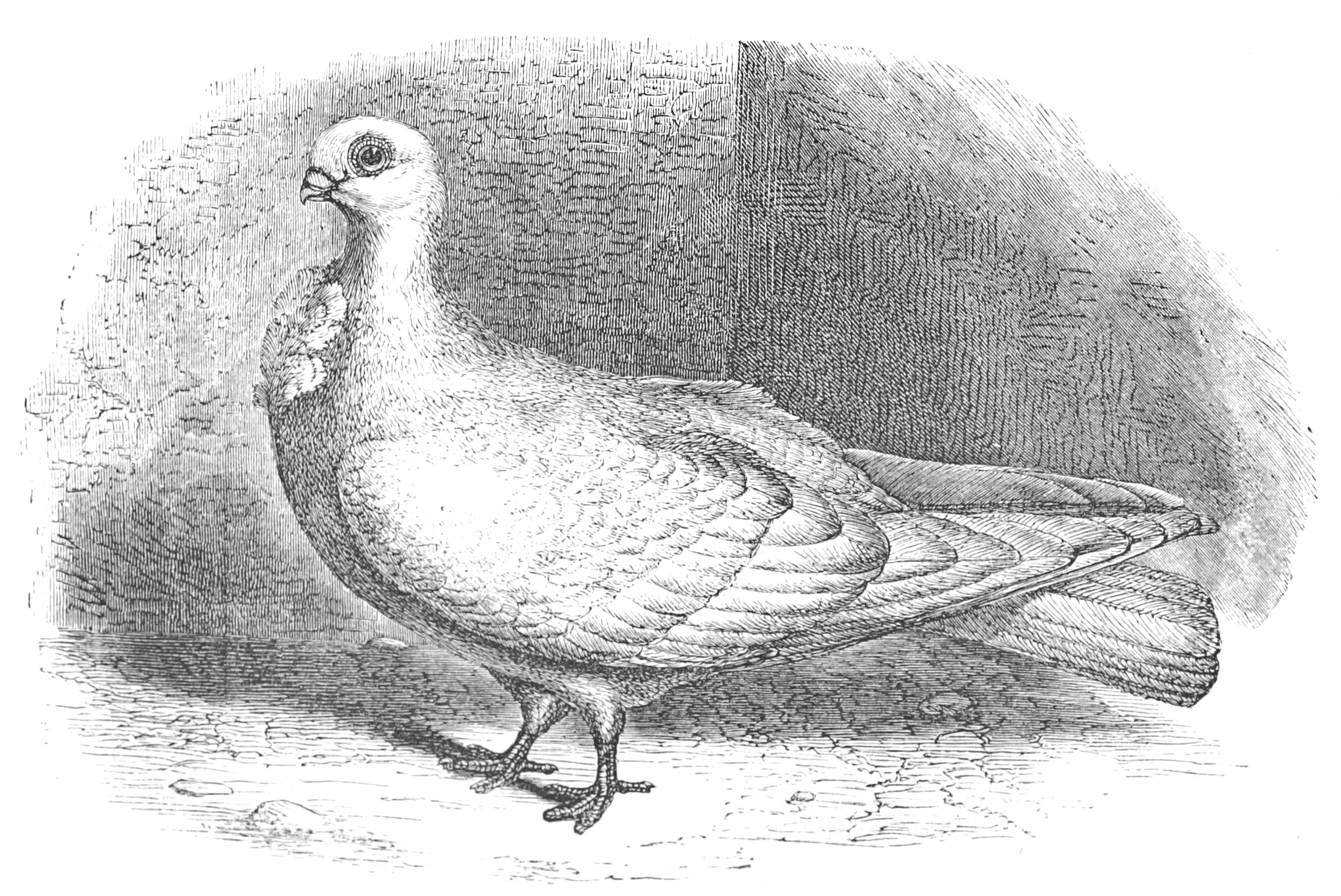
Illustration d'un African Owl en 1868.

C'est une race de petite taille au corps compact. La tête est large et ronde avec un bec très court et de grands yeux. Le cou est court avec la présence d'une cravate au niveau du jabot. Les pattes sont petites, nues (absence de plumes) avec les doigts de couleur rouge. Il se présente sous diverses couleurs : blanc, bleu, gris, rouge, jaune ou noir.
C'est l'une des plus petites races de pigeons au monde. Dans le livre Pigeons: their structure, varieties, habits, and management de 1868, l'auteur indique qu'un African Owl adulte ne pèse que 200 grammes. Un couple d'oiseaux adultes bien nourris et en bonne santé ne dépassera pas, à eux deux, les 450 grammes.

## Diffusion
La race se diffuse en Europe au milieu du XIXe siècle. Elle est importée au Royaume-Uni en 1858 puis arrive aux États-Unis dans les années 1890.

## Élevage
Comme de nombreux pigeons cravatés, la petitesse du bec empêche les adultes de pouvoir nourrir leurs petits. Les œufs doivent être confiés à un couple de pigeons d'une autre race pour l'élevage des jeunes, ou l'éleveur les élèvent à la main. Les oiseaux doivent être marqués avec une bague de diamètre 8 mm. C'est une race sensible à l'humidité et aux courants d'air.